# Limpeza étnica

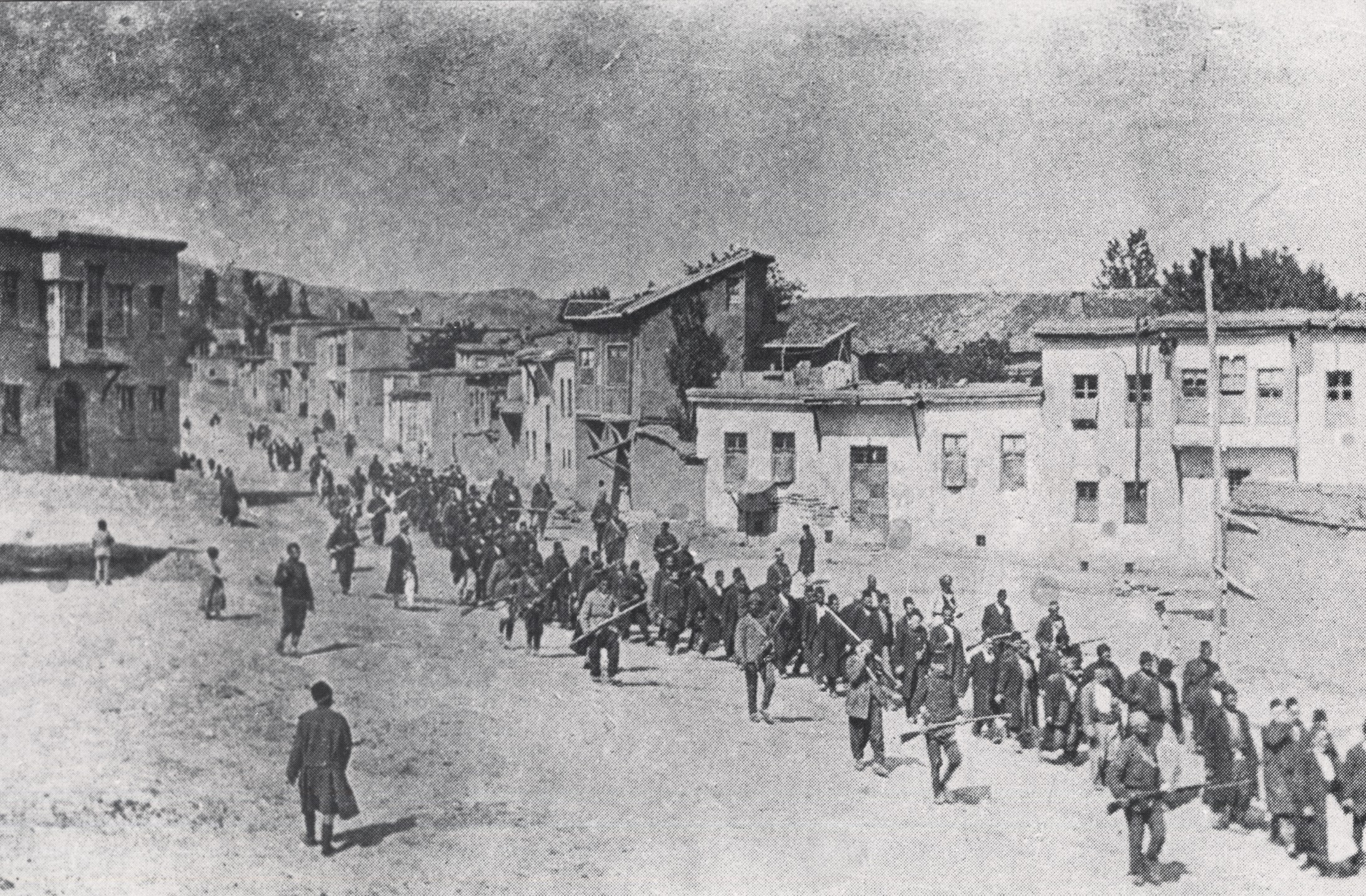
Civis armênios são expulsos de suas casas durante o genocídio armênio.

A limpeza étnica é a remoção ou eliminação de determinados grupos étnicos numa região, com o objetivo de torná-la etnicamente homogênea calcada nos conceitos de época do higienismo. As migrações forçadas podem ser um tipo de limpeza étnica, caso sejam direcionadas a um povo específico.
A limpeza étnica geralmente é acompanhada de esforços para se remover evidências físicas e culturais do grupo alvo no território através da destruição de casas, centros sociais, fazendas e infraestrutura, e pela profanação de monumentos, cemitérios e lugares de adoração.
A resolução 1674 do Conselho de Segurança da ONU condena a limpeza étnica e determina a responsabilidade do Conselho de proteger civis em conflitos armados.

## Limpeza étnica e genocídio
A limpeza étnica não deve ser confundida com o genocídio. A primeira é semelhante a deportação forçada ou transferência da população enquanto que genocídio é o assassinato intencional de parte ou da totalidade de um determinado grupo étnico, religioso ou nacional.